# Chelkhet Tiyab
Chelkhet Tiyab (en arabe : شلخت التياب) est une commune rurale du sud de la Mauritanie, située dans le département de M'Bout de la région de Gorgol.

## Géographie
La commune de Chelkhet Tiyab est située au nord dans la région de Gorgol et elle s'étend sur 578 km2.
Elle est délimitée au nord par la commune d'El Ghabra, à l’est par la commune de Lahrach, au sud-est par la commune de Foum Gleita, au sud-ouest par la commune de Lexeiba 1, à l'ouest par la commune de Azgueilem Tiyab.

## Histoire
Chelkhet Tiyab a été érigée en commune par l'ordonnance du 20 octobre 1987 instituant les communes de Mauritanie.

## Démographie
Lors du Recensement général de la population et de l'habitat (RGPH) de 2000, Chelkhet Tiyab comptait 6 174 habitants.
Lors du RGPH de 2013, la commune en comptait 8 306, soit une croissance annuelle de 2,4 % sur 13 ans.

## Économie
L'agriculture est au centre de l'économie de Chelkhet Tiyab, comme quasiment toutes les communes de la région. Mais cette économie est fragile car elle rencontre des obstacles à son développement, notamment les conditions climatiques ou le manque de moyens des agriculteurs. Pour faire face à ces obstacles, l'état ou différentes ONG financent des projets qui améliorent les conditions de vie des habitants.
La deuxième phase du projet Aftout Chergui a été inaugurée dans la commune en 2020. Le projet Aftout Chergui est un grand projet de développement dans plusieurs régions, dont le Gorgol, le Guidimakha ou l'Assaba, pour améliorer l'accès à l'eau des habitants.